# Economia della Brianza

L'economia della Brianza si caratterizza per un solido apparato industriale e un terziario particolarmente avanzato. L'area della Brianza è stata una delle protagoniste italiane della seconda rivoluzione industriale, assieme all'area del Triangolo industriale con vertici a Milano, Genova e Torino.

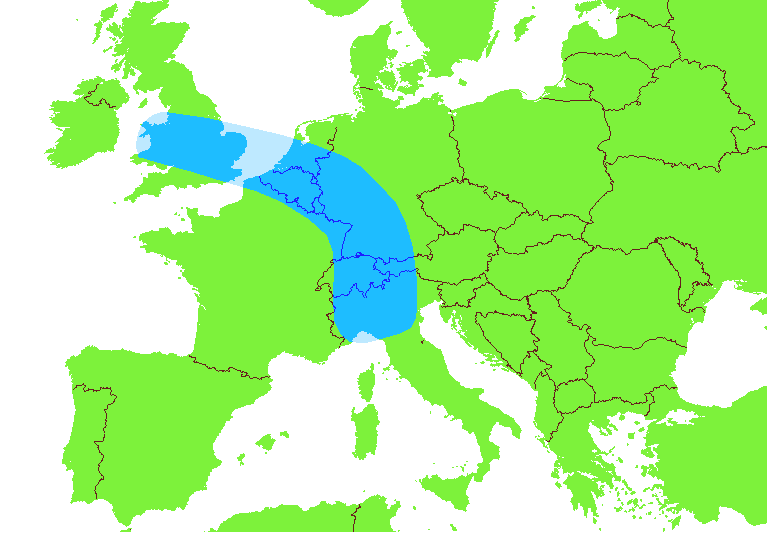
La Banana blu, cuore economico d'Europa

 A testimonianza del precoce sviluppo economico raggiunto dalla regione nell'Ottocento sta il fatto che la ferrovia Milano-Monza fu la seconda linea ferrata della penisola (1840) e la prima ad essere percorsa da automotrici elettriche (1899). In una prospettiva più ampia, la regione a nord di Milano è stata tra le prime in Italia a subire il processo di industrializzazione e di una conseguente urbanizzazione (la quale si evince chiaramente consultando i dati sull'evoluzione demografica riportati sotto le voci di ogni comune), che l'ha portata ad abbandonare in tempi più veloci delle altre le attività legate all'agricoltura, che comunque già mostrava sistemi avanzati e tecniche colturali intensive. 

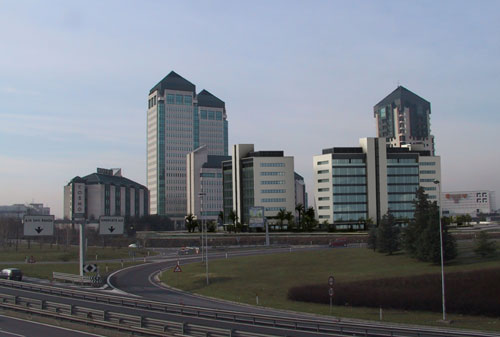
Il complesso Torri Bianche di Vimercate

## La Brianza ed il Pentagono industriale
La Brianza fa parte dell'importante "Pentagono industriale", i cui cinque vertici sono Parigi, Londra, Amburgo, Monaco di Baviera, e Milano. La Brianza dunque può essere così annoverata tra le regioni-motore dell'economia italiana ed europea. Un'altra regione statistica di moderna individuazione cui la zona è ascrivibile è la Banana blu.

## Settore primario

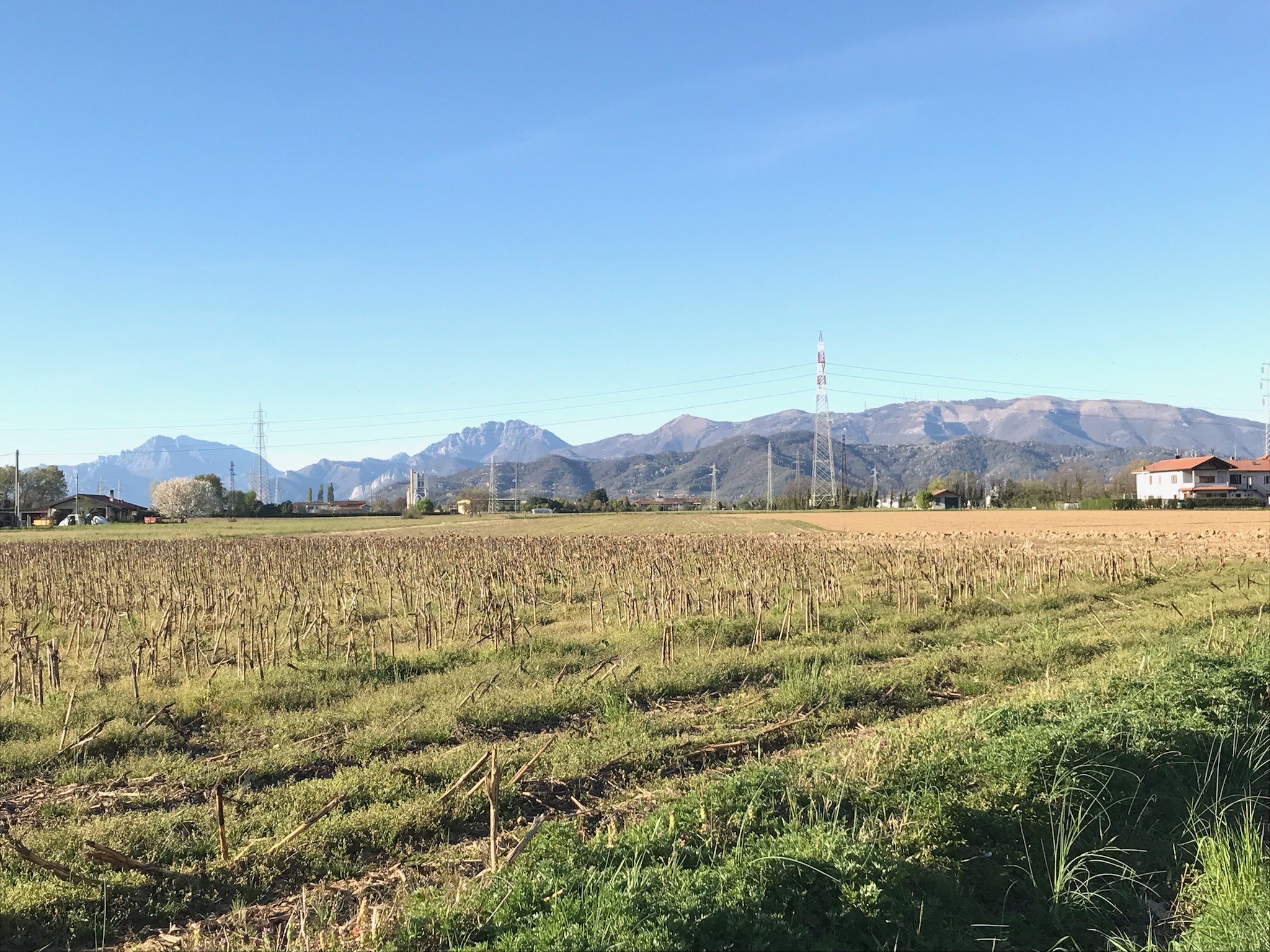
Campi a Cornate d'Adda

L'intensa industrializzazione e l'elevata densità di popolazione hanno provocato una sensibile diminuzione delle aree destinate all'agricoltura, che paiono ormai relegate a pochi ettari. L'unica coltura che conserva un'importanza apprezzabile è ad oggi quella del mais, concentrata nelle zone meno interessate dal boom edilizio, come la zona di Besana e Casatenovo e la Brianza sudorientale (Cornate d'Adda). L'allevamento – fatta una parziale eccezione per quello bovino – è quasi scomparso, sempre a causa della scarsa disponibilità di terreni liberi. Vi sono comunque anche produzioni DOP. Le industrie agroalimentari, come la Rovagnati di Biassono, la Fratelli Beretta di Barzanò e Trezzo sull'Adda, la Galbusera e la Star di Agrate Brianza importano da altre regioni d'Italia gran parte della materia prima.

## Settore secondario
La diffusione delle industrie in Brianza tocca punte record nell'area monzese. I settori di punta – nei quali la Brianza occupa una posizione di leadership a livello nazionale – sono quello del mobile, l'industria serica e il tessile in generale:
- I mobilifici, che contano circa 40.000 addetti, sono concentrati soprattutto a Lissone (primo centro espositivo d'Europa dagli anni sessanta), Meda, Cantù e Mariano Comense, nella Brianza Comasca. Altri centri di produzione importanti sono Giussano, Seveso e Seregno.
- L'altro settore tradizionalmente forte, il tessile, si concentra nelle aree circostanti Como e Lecco e nella città di Monza. Importante è ancora la produzione della seta, che però versa in condizioni di grave declino a causa della concorrenza cinese. Per quanto riguarda la produzione di lino, i centri principali sono Desio, Monza e Vimercate. A Monza industrie di rilievo sono anche quella del cappello (con essa pure quella del feltro, la materia prima), del tappeto e del guanto. Pizzi e merletti hanno invece il loro bacino di produzione storico nel Canturino.

Oltre a questi settori tradizionali, la Brianza si è aperta ad altri comparti industriali, che producono un elevato valore aggiunto. Ottima è anche la capacità di intercettare investimenti per l'alta tecnologia: la zona compresa tra Agrate Brianza e Vimercate, nella Brianza sudorientale, si è guadagnata l'appellativo di Silicon Valley italiana per la presenza di aziende all'avanguardia nell'automazione e nella produzione di componenti per computer; questa zona vede attualmente l'espansione della green economy coniugata all'high tech. 
Per quanto riguarda gli altri comparti, elettrodomestici sono prodotti a Brugherio (sede della Candy); costruzioni ferroviarie a Costa Masnaga (LC); cementifici sono presenti nei dintorni di Lecco e a Merone (CO); industrie chimiche a Cesano Maderno e farmaceutiche a Muggiò (Ogna Lab). L'industria siderurgica resta strategica, ed è concentrata nel Lecchese. Altri centri di produzione significativi sono Agrate e Brugherio. Un settore in espansione – grazie alla presenza di aziende all'avanguardia sul territorio – è quello della lavorazione di materie plastiche, sviluppato nei centri di Cesano Maderno e Osnago (LC). Da citare sono anche l'industria automobilistica e motociclistica, attive negli scorsi decenni rispettivamente a Desio, sede dell'Autobianchi e ad Arcore, sede della Gilera.

## Settore terziario

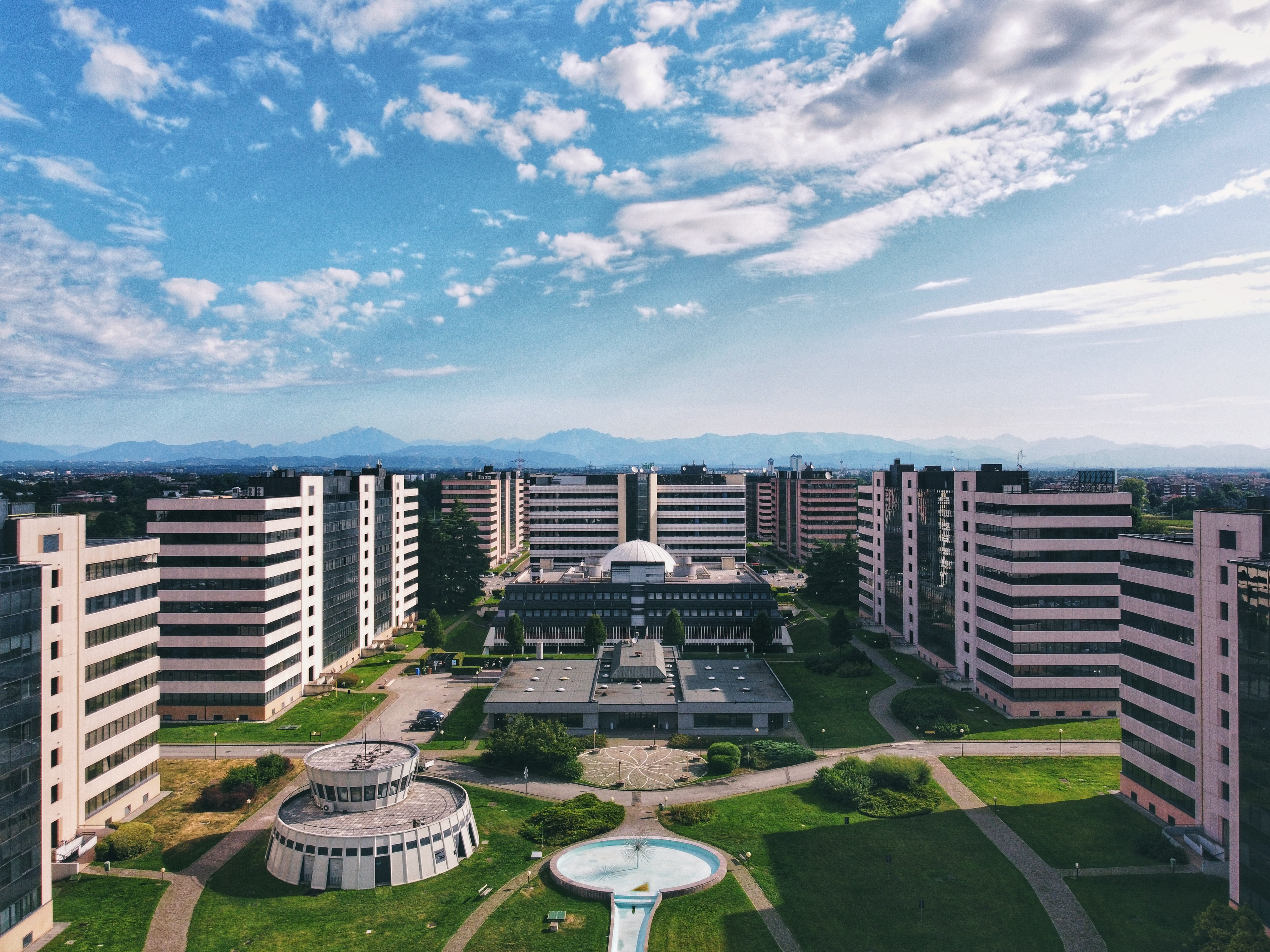
Il centro direzionale Colleoni di Agrate Brianza

In Brianza al settore secondario si affianca un terziario avanzato, funzionale allo sviluppo industriale. Per quanto concerne il panorama finanziario, si annoverano diversi istituti di credito con sede nella regione: i più importanti sono il Banco di Desio e della Brianza, la Banca di Credito Cooperativo di Carate Brianza, la Banca di Credito Cooperativo dell'Alta Brianza, la Cassa Rurale e Artigiana di Cantù.